# 群龙乡
群龙乡，是中华人民共和国四川省南充市南部县曾经下辖的一个乡。2019年10月，撤销群龙乡和平桥乡，设立石龙镇，以原群龙乡和原平桥乡所属行政区域为石龙镇的行政区域。

## 行政区划
群龙乡撤銷前下辖以下地区：
枇杷塘村、金子坝村、龙华寺村、陈家店村、王家堰村、快活岭村、石佛沟村、李溪寺村、酒店垭村、丝公山村、高楼村和太安村。